# Боцяніха
Боцяніха (пол. Bocianicha) — село в Польщі, у гміні Зелюв Белхатовського повіту Лодзинського воєводства.
Населення — 172 особи (2011).
У 1975-1998 роках село належало до Пйотрковського воєводства.

## Демографія
Демографічна структура станом на 31 березня 2011 року:
|          | Загалом | Допрацездатний вік | Працездатний вік | Постпрацездатний вік |
| -------- | ------- | ------------------ | ---------------- | -------------------- |
| Чоловіки | 79      | 13                 | 60               | 6                    |
| Жінки    | 93      | 24                 | 50               | 19                   |
| Разом    | 172     | 37                 | 110              | 25                   |